# Ремпін
Ремпін (пол. Rempin) — село в Польщі, у гміні Ґоздово Серпецького повіту Мазовецького воєводства.
Населення — 509 осіб (2021).
У 1975-1998 роках село належало до Плоцького воєводства.

## Демографія
Демографічна структура станом на 2021 рік:
|          | Загалом | Допрацездатний вік | Працездатний вік | Постпрацездатний вік |
| -------- | ------- | ------------------ | ---------------- | -------------------- |
| Чоловіки | 264     | 58                 | 172              | 34                   |
| Жінки    | 245     | 50                 | 138              | 57                   |
| Разом    | 509     | 108                | 310              | 91                   |